# 욕망의 결산
"욕망의 결산"은 한국에서 제작된 임권택 감독의 1964년 영화이다. 강신성일 등이 주연으로 출연하였고 이봉영 등이 제작에 참여하였다.

## 출연

### 주연
- 강신성일
- 김혜정
- 이대엽

## 기타
- 조명: 김충현
- 미술: 홍성칠